# Chiesa dei Santi Pietro e Paolo (Sermide e Felonica)
La chiesa dei Santi Pietro e Paolo è la parrocchiale di Sermide, frazione-capoluogo del comune sparso di Sermide e Felonica, in provincia e diocesi di Mantova; fa parte del vicariato foraneo Madonna della Comuna.

## Storia
La prima citazione della pieve di Sermide risale al 1037 ed è contenuta in un diploma dell'imperatore Corrado II il Salico; una seconda menzione si ritrova in elenco risalente al 1295.
In un documento del 1475 si legge che la chiesa sermidese, dedicata unicamente a San Pietro, era stata consacrata da monsignor Ludovico Aldegati, vescovo ausiliare di Mantova; nella relazione della visita pastorale del 1544 del vescovo Ercole Gonzaga è confermata l'intitolazione al solo San Pietro.
Nel 1840, a causa della rimozione di alcune pietre su cui poggiavano i pilastri, l'edificio crollò. La prima pietra della nuova parrocchiale fu posta il 28 maggio 1865 da monsignor Giovanni Corti; la struttura, disegnata dagli architetti Arienti e Brocca e costruita dall'impresa di Luigi Trezza, venne terminata nel 1871 e consacrata il 9 settembre del medesimo anno dal vescovo di Guastalla Pietro Rota.
Durante la seconda guerra mondiale la chiesa e il campanile subirono diversi danni; entrambi vennero riparati e sistemati negli anni seguenti al termine del conflitto; con la riorganizzazione territoriale della diocesi, avvenuta nel 1967, la parrocchia entrò a far parte del vicariato della Madonna della Comuna.
L'evento sismico del 2012 danneggiò l'edificio, che pertanto tra il 2013 e il 2015 fu interessato da un intervento di ripristino, in occasione del quale venne pure adeguato alle norme postconciliari.

## Descrizione

### Esterno

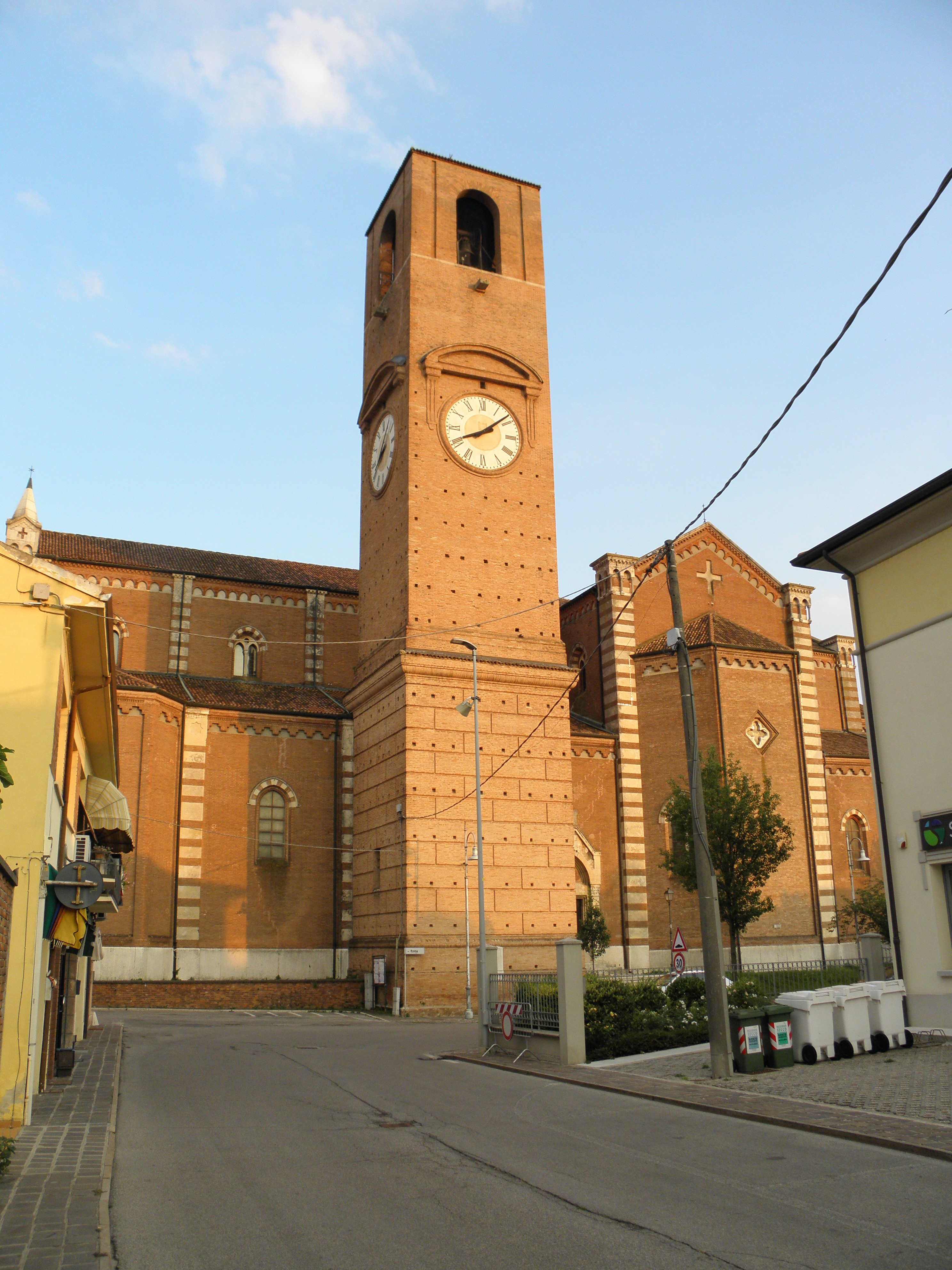
Il campanile

La simmetrica facciata a salienti della chiesa, rivolta a nord-est e rivestita prevalentemente in mattoni, è tripartita da quattro lesene a strisce orizzontali in laterizio e pietra, sormontate da cuspidi su peducci e da pinnacoli piramidali. Al centro, all'interno di un'alta arcata ogivale delimitata da due lesene con capitelli scolpiti, è collocato l'ampio portale d'ingresso principale, affiancato da due colonnine con capitelli a motivi floreali e coronato da un lunetta a sesto acuto, al di sopra della quale si apre un grande rosone. Ai lati, due arcate ogivali incorniciano altrettante bifore a sesto acuto. In sommità corre lungo gli spioventi del tetto un motivo ad archetti pensili.
I prospetti laterali, scanditi da paraste a strisce orizzontali, sono caratterizzati dai volumi delle cappelle e dei due bracci del transetto; a metà del lato destro, è collocato il portale d'accesso secondario, delimitato da due lesene in pietra e sormontato da una lunetta ogivale, con cuspide e croce in sommità.
Annesso alla parrocchiale è il campanile in laterizio, che s'erge su un alto basamento in finto bugnato; la cella presenta su ogni lato una monofora a tutto sesto, aperta sopra a un grande orologio coronato da un frontone semicircolare.

### Interno
L'interno dell'edificio, la cui pianta è a croce latina, si compone di tre navate, suddivise da una serie di arcate a sesto acuto rette da pilastri a fascio a strisce bianche e rosse, coronati da capitelli a motivi floreali; l'ampia navata centrale è scandita in quattro campate coperte da volte a crociera costolonate, mentre sulle navatelle, coronate da semplici volte a crociera e illuminate da alte monofore ad arco ogivale chiuse da vetrate, si aprono due cappelle per lato oltre agli accessi secondari.
La crociera, chiusa superiormente da una volta a crociera costolonata, accoglie nel mezzo l'altare postconciliare e l'ambone; al termine dell'aula si sviluppa il presbiterio, lievemente rialzato, voltato a crociera, ospitante al centro il ciborio e chiuso a sua volta dall'abside, coperta dal catino emisferico dipinto a spicchi e caratterizzata sul fondo dal coro ligneo.